# Драх, Давид Поль
Поль Луи Берна́р Драх (фр. Paul Louis Bernard Drach; имя после крещения), при рождении Давид Драх (David Drach), известный как шевалье Драх (род. в Страсбурге в 1791; ум, в Риме в 1865 году), — французский учитель и раввин, перешедший в католичество (1823); библиотекарь в Риме (Ватикане; с 1827), гебраист и писатель. Также писал на латыни и переводил с итальянского языка и иврита на французский.

## Биография
Родился в семье страсбургского раввина, первоначальное образование получил от отца. С 12 лет обучался в талмудической школе в окрестностях Страсбурга. В 13 лет занял пост учителя (фр. précepteur) в Рибовилле. В 1809 году получил звание раввина и пост в Кольмаре. Склонность к светским наукам побудила его переселиться в Париж, где его приняли единоверцы и он занял место воспитателя в одной богатой еврейской семье. В 1818 году женился на Саре Дейц, дочери Иммануила Дейца, главного раввина центральной консистории во Франции в 1810—1842 годы.
Ввиду того, что ряд отцов христианской церкви обвиняли евреев в искажении библейского еврейского текста, Драх приступил к параллельному изучению еврейской Библии и Септуагинты. Опубликовал первый французский перевод пасхальной агады (Мец, 1818) и ежедневных молитв (Париж, 1819). Незадолго до своего крещения составил по случаю освящения синагоги в Париже оду (1821), представляющую компиляцию из древнееврейских поэтов.
Исследование текста Септуагинты привело его к убеждению в истинности христианской веры, а его успехи на педагогическом поприще доставили ему ряд учеников-христиан, которые, по предположению авторов ЕЭБЕ, также могли оказать влияние на переход Драха в христианство (1823).
В 1827 году Драх занял должность библиотекаря римской Конгрегации пропаганды веры («Propaganda Fide»), одной из конгрегаций Римской курии, и в этом звании пребывал до самой смерти. В Риме был известен как «кавалер (шевалье) и аббат Драх».
Сотрудничал с шевалье Гужено де Муссо.

## Сочинения
До крещения:
- Первый французский перевод пасхальной агады (Hagadah, ou Cérémoniel des deux premières soirées de Paque; Мец, 1818)
- Первый французский перевод ежедневных еврейских молитв (Prières journalières, à l’usage des Israëlites français du rite dit allemand, traduites par D. Drach,.. (Париж, 1819)
- Ода, компиляция из древнееврейских поэтов, по случаю освящения синагоги в Париже (Ode hébraïque sur la consécration du temple élevé par le consistoire hébraïque de Paris, 1821)

После крещения:
- Издание «Венецианской Библии» (фр. Bible de Vence) в 27 томах с массой учёных примечаний (Париж, 1827—1833);
- «Du divorce dans la Synagogue» (Рим, 1840);
- «De l’harmonie entre l’Eglise et la Synagogue» (2 т., 1844);
- «Lexicon catholicum hebraicum et chaldaicum in V. T. libros, hoc est Guill. Gesenii Lexicon manuale hebraeo-latinum ordine alphabetico digestum» (1848);
- «Documents nouveaux sur le restes des anciens samaritains» (из Annales de philosophie chrétienne, ноябрь, 1853), 1854.
- Le Pieux Hébraïsant (П., 1853) — с основными христианскими молитвами на иврите.
- «Еврейская кабала…» (La Cabale des Hébreux vengée de la fausse imputation de panthéisme; Рим, 1864).